# Gustav Brecht (Politiker)
Heinrich Gustav Brecht (* 24. Juni 1830 in Groß Quenstedt; † 7. Februar 1905 in Quedlinburg) war Quedlinburger Oberbürgermeister und Ehrenbürger. Während seiner Amtszeit wurden wichtige hygienische und versorgungstechnische Neuerungen in der Stadt eingeführt. Er hatte maßgeblichen Einfluss auf die Kultur- und Geistesgeschichte der preußischen Provinz Sachsen in der 2. Hälfte des 19. Jahrhunderts.

## Leben

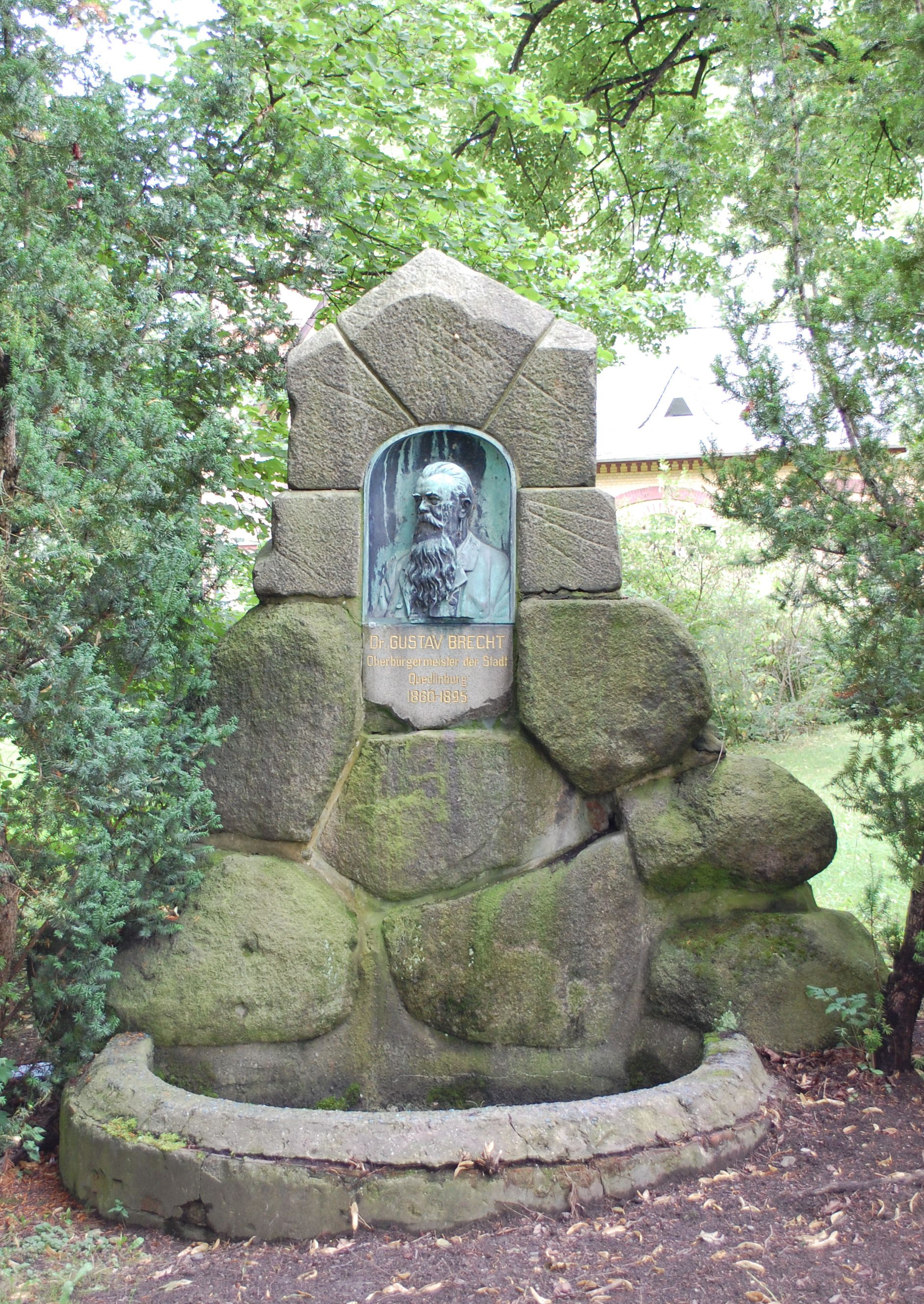
Denkmal für Gustav Brecht in Quedlinburg

Geboren wurde er als Pfarrerssohn und studierte Rechtskunde. Er war an der Revolution 1848/49 beteiligt und wurde 1849 Mitglied der Burschenschaft Fürstenthal Halle. Deshalb machte der preußische König von seinem Vetorecht Gebrauch, als Brecht zum Bürgermeister von Potsdam gewählt wurde. Ab 1860 war er Bürgermeister der Stadt Quedlinburg, im Laufe seiner Amtszeit wurde er Oberbürgermeister und behielt dieses Amt bis zu seinem Tod im Jahre 1905. In seine Amtszeit fiel auch die für Quedlinburg schlimme Choleraepidemie, an der viele Menschen starben. Folgende Leistungen werden Brecht zugeschrieben:
- Anlage der Trinkwasserleitung mit Wasserwerk.
- Erschließung eines neuen Stadtteils, die Süderstadt.
- Die Schmutz- und Regenwasserableitung mit Kläranlage.
- Errichtung der Gasanstalt Quedlinburg mit Versorgungsleitungen.
- Regionalhistoriker, Mitglied des Harzvereins für Geschichte und Altertumskunde e. V. und der Historischen Kommission für Sachsen und Anhalt.

Er war auch Mitglied im Provinziallandtag der Provinz Sachsen.
Vom Herzog von Anhalt erhielt Brecht den Hausorden Albrechts des Bären und vom König von Preußen den Roten Adlerorden.
Im Eingang zum Brühl steht ein Denkmal mit seinem Konterfei. 1874 wurde für Brecht in Quedlinburg die Villa Adelheidstraße 29 errichtet.
Gustav Brechts Urenkel Eberhard Brecht war von 2001 bis 2015 Bürgermeister von Quedlinburg.